# Camine Van Hoof
Camine Van Hoof (15 februari 1997) is een Belgische b-girl.

## Levensloop
Van Hoof was aanvankelijk actief als gymnaste, later maakte ze de overstap naar het breakdancen. In 2019 werd ze de eerste Belgisch kampioene en in 2022 werd ze tiende op het wereldkampioenschap en op de Wereldspelen van dat jaar bereikte ze de kwartfinales. Daarin werd ze uitgeschakeld door de Japanse wereldkampioene Ami Yuasa en strandde Van Hoof op een achtste plaats in de eindstand.
Van Hoof is afkomstig uit Kontich. Van opleiding is ze orthopedagoge en filosofe.